# Bernardia pooleae
Bernardia pooleae är en törelväxtart som beskrevs av Cyrus Longworth Lundell. Bernardia pooleae ingår i släktet Bernardia och familjen törelväxter.
Artens utbredningsområde är Honduras. Inga underarter finns listade i Catalogue of Life.